# スーパーヴィラン

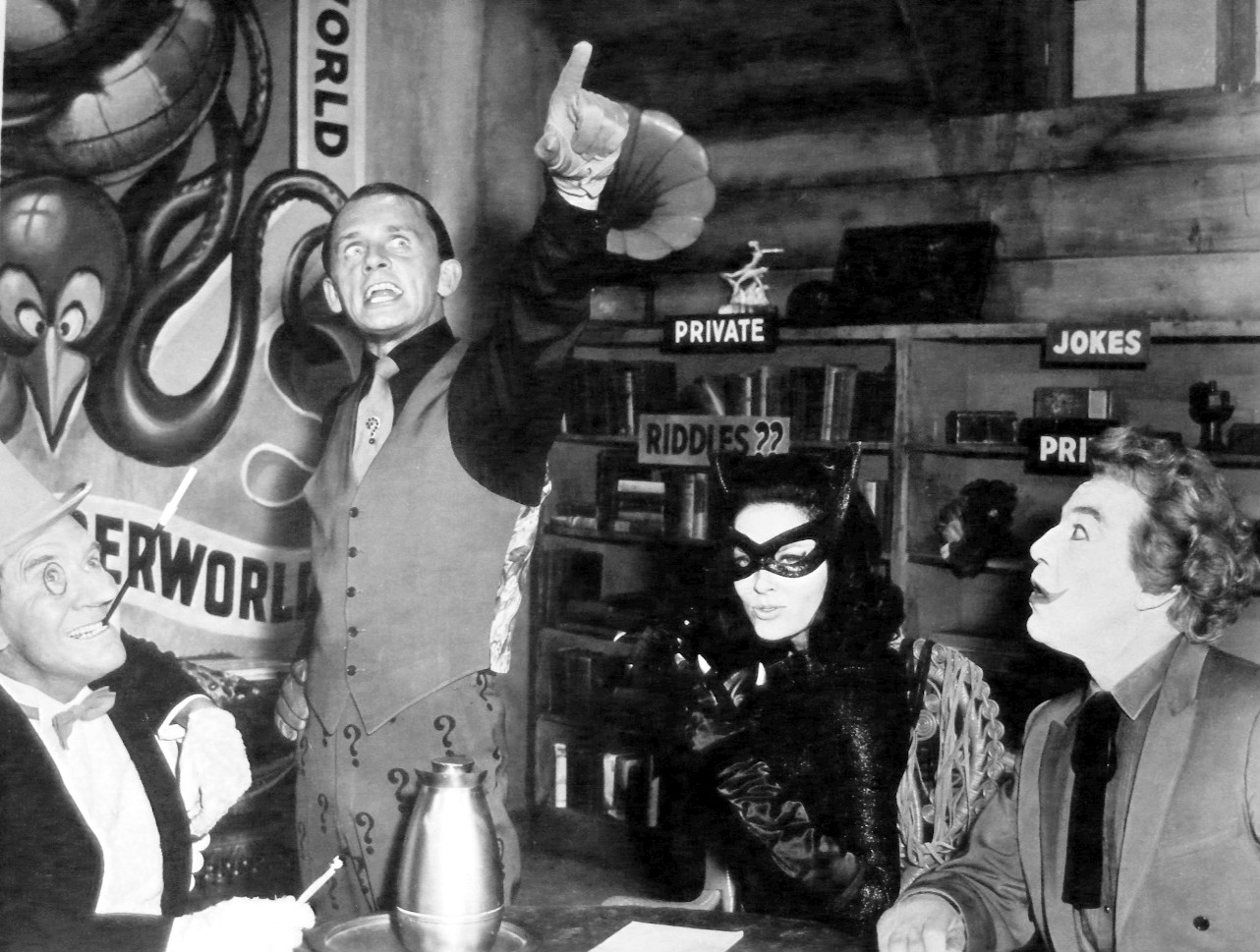
バットマンを題材にしたコミックの映画化であり、1960年代の同名テレビ番組の映画化でもある1966年の映画『バットマン』に登場する犯罪集団"ユナイテッド・アンダーワールド"のスーパーヴィランたち。左から右へ：ペンギン、リドラー、キャットウーマン、ジョーカー。

スーパーヴィラン（英語: supervillain, supercriminalとも）とは、アメリカン・コミックスによく登場する悪役のキャラクターの一種であり、通常は超人的な能力を持っていることが多く、スーパーヒーローの対極に位置する存在でもある。スーパーヴィラネス（英語: Supervillainess）が、女性の悪役を表す言葉として使われることもある。なお、一般的にアメコミなどで呼称される際には、「ヴィラン」と呼ばれることがほとんどである。
スーパーヴィランは、スーパーヒーローに無理難題を押し付ける敵役としてよく使われる。超人的な力、神秘的な力、異星人の力といった人知を超えた能力を持たない場合、スーパーヴィランは天才的な知性を持ち、普通の人間にはできないような複雑な計画を立てたり、犯罪を実行するスキルを持っていることがある。その他の特徴としては、誇大妄想や目的を達成するための莫大な資金の所有などが挙げられる。多くのスーパーヴィランは、現実世界の独裁者、ギャング、マッドサイエンティスト、トロフィーハンター、悪徳実業家、連続殺人鬼、テロリストなどの典型的な特徴を持っており、世界征服や普遍的なリーダーシップを目指している。
スーパーヴィランには犯罪者という一面もあるため、超人専用の特殊刑務所ヴォルトや精神病院アーカム・アサイラムなど、物語の中でスーパーヴィラン専門の収容施設が登場する場合もある。

## 著名なスーパーヴィラン
ジョーカー、レックス・ルーサー、ドクター・ドゥーム、マグニートー、シネストロ、ブレイニアック、グリーンゴブリン、ヴェノム、デスストローク、ブラックアダム、ロキ、サノス、リバース・フラッシュ、ブラックマンタ、レッドスカル、ウルトロン、アレス、リドラー、ベイン、ラーズ・アル・グール、ダークサイドなどは、コミックに登場する男性のスーパーヴィランで、映画やテレビにも登場している。女性のスーパーヴィランとしては、キャットウーマン、ハーレイ・クイン、ポイズン・アイビー、ミスティーク、ヘラ、バイパー、チーターなどが挙げられる。
スーパーヒーローと同様に、スーパーヴィランもシニスター・シックス、スーサイド・スクワッド、Injustice League、ブラザーフッド、リージョン・オブ・ドゥーム、Masters of Evilなどのスーパーヴィラン・グループのメンバーとして集団単位で活動している場合もある。また、それぞれの思惑から利害関係が一致することで、協力し合うこともある。
脚本家のスティーヴン・モファットとマーク・ゲイティスは、ドキュメンタリー番組『A Study in Sherlock』の中で、天才的な知性と観察力・推理力を持ち、シャーロック・ホームズにとっての唯一の脅威であるという点から、ジェームズ・モリアーティ教授をスーパーヴィランと見なしていると述べた。
ジェームズ・ボンドの悪役であるエルンスト・スタヴロ・ブロフェルドは、猫を撫でながら肘掛け椅子に座っている姿や、顔を出さずにスクリーンに登場するといった点から、人気映画におけるスーパーヴィランのモチーフに影響を与えている。アニメ『ガジェット警部』シリーズの「ドクタークロー（Doctor Claw）」と「マッドキャット（M.A.D. Cat）」、映画『オースティン・パワーズ』シリーズの「Dr.イーブル（Dr. Evil）」と猫の「ビグルスワース（Mr. Bigglesworth）」、テレビアニメ『ザ・ペンギンズ from マダガスカル』の「ドクター・シオフキー（Dr. Blowhole）」などのパロディがある。